# غرانما (جريدة)
غرانما (بالإسبانية: Granma)‏ جريدة يومية تصدر في كوبا، وهي الجريدة الرسمية للجنة المركزية للحزب الشيوعي في كوبا. أخذت الجريدة اسمها من اليخت الذي وصل بواسطته فيدل كاسترو على رأس مجموعة ثوار إلى شاطئ كوبا للبدء بالثورة الكوبية.

## الإصدارات
تنشر الجريدة يومياً، ولها جمهور واسع. يصدر للجريدة عدد من الإصدارات الدولية الأسبوعية بالإنكليزية والإسبانية والفرنسية والألمانية والإيطالية والتركية والبرتغالية، وتوزع في بلاد العالم.
تصدر الجريدة ست مرات أسبوعياً، عدا أيام الأحد، بحجم ثمانية صفحات، وتصدر لها ملاحق من حين إلى آخر.

## وصلات خارجية
- موقع الجريدة (بالإسبانية)
- موقع الجريدة (بالإنكليزية)